# إيدجمونت
إيدجمونت (داكوتا الجنوبية) (بالإنجليزية: Edgemont, South Dakota)‏ هي مدينة تقع في الولايات المتحدة في مقاطعة فول ريفر، داكوتا الجنوبية. يقدر عدد سكانها بـ 774 نسمة ومساحتها 2.51 كم2 وترتفع عن سطح البحر 1,054 متر.

## التركيبة السكانية
قام مكتب تعداد الولايات المتحدة بتحديد بيانات التركيبة السكانية لإيدجمونتفي تعداد الولايات المتحدة. في ما يلي، التركيبة السكانية حسب تعدادي 2000 و2010.

### تعداد عام 2000
بلغ عدد سكان إيدجمونت 867 نسمة بحسب تعداد عام 2000، وبلغ عدد الأسر 409 أسرة وعدد العائلات 260 عائلة مقيمة في المدينة. في حين سجلت الكثافة السكانية 864.2 نسمة لكل ميل مربع (333.7/كم2). وبلغ عدد الوحدات السكنية 516 وحدة بمتوسط كثافة قدره 514.4 نسمة لكل ميل مربع (198.6/كم2).
وتوزع التركيب العرقي للمدينة بنسبة 93.19% من البيض و 3.92% من الأمريكيين الأصليين و 2.42% من عرقين مختلطين أو أكثر.
بلغ عدد الأسر 409 أسرة كانت نسبة 21.0% منها لديها أطفال تحت سن الثامنة عشر تعيش معهم، وبلغت نسبة الأزواج القاطنين مع بعضهم البعض 54.3% من أصل المجموع الكلي للأسر، ونسبة 6.1% من الأسر كان لديها معيلات من الإناث دون وجود شريك، وكانت نسبة 36.2% من غير العائلات. تألفت نسبة 32.0% من أصل جميع الأسر من أفراد ونسبة 16.9% كانوا يعيش معهم شخص وحيد يبلغ من العمر 65 عاماً فما فوق. وبلغ متوسط حجم الأسرة المعيشية 2.64، أما متوسط حجم العائلات فبلغ 2.12.
بلغ العمر الوسطي للسكان 49 عاماً. وكانت نسبة 20.0% من القاطنين تحت سن الثامنة عشر، وكانت نسبة 3.6% بين الثامنة عشر والأربعة وعشرون عاماً، ونسبة 20.1% كانت واقعةً في الفئة العمرية ما بين الخامسة والعشرون حتى والأربعة وأربعون عاماً، ونسبة 31.8% كانت ما بين الخامسة والأربعون حتى الرابعة والستون، ونسبة 24.6% كانت ضمن فئة الخامسة والستون عاماً فما فوق. يوجد لكل 100 أنثى 103.0 ذكر، ويوجد لكل 100 أنثى في الثامنة عشر من عمرها فما فوق 98.3 ذكر.
بلغ متوسط دخل الأسرة في المدينة 24,919 دولار، أما متوسط دخل العائلة فبلغ 36,667 دولار. وكان متوسط دخل الذكور 36,250 دولار مقابل 16,667 دولار للإناث. وسجل دخل الفرد الخاص بالمدينة 17,273 دولار. وكانت نسبة 10.3% من العائلات ونسبة 18.6% من السكان تحت خط الفقر، وكان من هؤلاء نسبة 20.9% تحت سن الثامنة عشر ونسبة 21.1% في الخامسة والستين من العمر وما فوق.

### تعداد عام 2010
بلغ عدد سكان إيدجمونت 774 نسمة بحسب تعداد عام 2010، وبلغ عدد الأسر 386 أسرة وعدد العائلات 201 عائلة مقيمة في المدينة. في حين سجلت الكثافة السكانية 797.9 نسمة لكل ميل مربع (308.1/كم2). وبلغ عدد الوحدات السكنية 509 وحدة بمتوسط كثافة قدره 524.7 لكل ميل مربع (202.6/كم2).
وتوزع التركيب العرقي للمدينة بنسبة 92.1% من البيض و 3.4% من الأمريكيين الأصليين و 0.1% من الأمريكيين الأفارقة و 4.1% من عرقين مختلطين أو أكثر.
بلغ عدد الأسر 386 أسرة كانت نسبة 18.9% منها لديها أطفال تحت سن الثامنة عشر تعيش معهم، وبلغت نسبة الأزواج القاطنين مع بعضهم البعض 41.5% من أصل المجموع الكلي للأسر، ونسبة 7.0% من الأسر كان لديها معيلات من الإناث دون وجود شريك، بينما كانت نسبة 3.6% من الأسر لديها معيلون من الذكور دون وجود شريكة وكانت نسبة 47.9% من غير العائلات. تألفت نسبة 42.2% من أصل جميع الأسر من أفراد ونسبة 21.7% كانوا يعيش معهم شخص وحيد يبلغ من العمر 65 عاماً فما فوق. وبلغ متوسط حجم الأسرة المعيشية 2.71، أما متوسط حجم العائلات فبلغ 2.01.
بلغ العمر الوسطي للسكان 51.3 عاماً. وكانت نسبة 17.8% من القاطنين تحت سن الثامنة عشر، وكانت نسبة 6.1% بين الثامنة عشر والأربعة وعشرون عاماً، ونسبة 17.2% كانت واقعةً في الفئة العمرية ما بين الخامسة والعشرون حتى والأربعة وأربعون عاماً، ونسبة 34.1% كانت ما بين الخامسة والأربعون حتى الرابعة والستون، ونسبة 24.7% كانت ضمن فئة الخامسة والستون عاماً فما فوق. وتوزع التركيب الجنسي للسكان بنسبة 51.3% ذكور و48.7% إناث.